# Arthur Rimbaud
Jean Nicolas Arthur Rimbaud (Charleville, 20. listopada 1854. – Marseille, 11. listopada 1891.), francuski pjesnik. Rođen u Charlevilleu, Ardennes, proizveo je svoja najpoznatija djela još u kasnim tinejdžerskim godinama – Victor Hugo ga je u to vrijeme opisao kao "dijete Shakespearea" – i potpuno je odustao od kreativnog pisanja prije 20. godine života. Kao dio dekadentnog pokreta, Rimbaud je utjecao na modernu književnost, glazbu i umjetnost. Poznato je da je bio slobodnjak i nemirna duša, putovao je na tri kontinenta prije nego što je umro od raka neposredno nakon svog 37. rođendana.

## Život i djelo
Pjesme je počeo pisati već u petnaestoj godini. Preteča simbolizma i nadrealizma, čudesan dječak – samoprozvani vidovnjak, koji je u sedamnaestoj napisao znamenitu poemu Pijani brod (1871.). Želja za samostalnošću i slobodom odvlači ga od obitelji i na poziv "prijatelja Paul Verlainea" kreće na pustolovno putovanje po Europi. U Bruxellesu se konačno događa raskid među prijateljima što se odrazilo u njegovim djelima "Sezona u paklu" i "Iluminacije" (1874.). 
Prestao je pisati u dvadesetoj godini života da bi se prepustio pustolovnom životu trgovca-istraživača u egzotičnim krajevima. Zbog bolesti koljena amputirana mu je desna noga. 
Umire od raka noge.

## Poezija
Rimbaudov talent za poeziju otkriven je u ranoj dobi, u osnovnoj školi u rodnom Charlevilleu, koji se isprva očitovao u vidu neobične pedantnosti i spretnosti u pisanju pjesama na latinskom.
U svijet literature banuo je i prohujao kao meteor, ostavivši djela koja nagovještaju simbolizam i nadrealizam moderne poezije. Vrata koja je Baudelaire odškrinuo, Rimbaud je širom otvorio. U nekoliko godina prošao je mnogo faza, od vezanih stihova do eksperimentalne proze. Uznesen i porican, za jedne ikona, za druge psihopat, taj je "prokleti" pjesnik ostao u svakom slučaju lirski fenomen kojem mnogo duguju sve moderne poetske struje. Njegovo stvaralaštvo može se svesti u jednu riječ - EKSPLOZIJA - boje, strasti, osjećaja, mirisa.

## Citati
- Cilj umjetnosti je prodrijeti u nepoznato.